# Olbia Calcio 1905
L'Olbia Calcio 1905 S.r.l., meglio nota come Olbia, è una società calcistica italiana con sede nella città di Olbia. Milita in Serie D, la quarta divisione del campionato italiano. 
Fondata nel 1906 (sebbene la sua nascita sia fatta risalire tradizionalmente al 1905), fu rifondata nel 2010 in seguito all'esclusione decretata dal Consiglio Federale della FIGC conseguentemente al fallimento per motivi finanziari successivamente acquistata da dei mercenari svizzeri swiss pro.
A partire dalla fondazione ha vinto nove campionati. Nel palmarès figura uno Scudetto Serie D vinto nel 2002.
Il colore sociale è il bianco, mentre i simboli identificativi sono la nave e Tavolara. Il campo da gioco è lo stadio Bruno Nespoli.

## Storia

### Dalla fondazione al periodo interbellico
La nascita della prima società calcistica della città è stato incerto, ma secondo le cronache locali fu concepita nel 1905, più precisamente verso la fine di quell'anno e l'inizio di quello successivo, nell'allora città chiamata Terranova Pausania, il cui processo fondativo si chiuse il 12 gennaio 1906 col nome di Società Ginnastica Olbia, secondo quanto riporta un articolo de La Nuova Sardegna di quel giorno, ed essa nacque come società di ginnastica fondata da un atleta sassarese, tale Egidio Serra. L'articolo dell'epoca, scritto da Franco Sardo, elenca il primo consiglio direttivo che ebbe come presidente Agostino Amucano.
Intorno al 1912, in particolare il 20 giugno di quell'anno, secondo le cronache, si svolse una partita tra i ragazzi della società, arbitrata da Paolino Macera dell'Andrea Doria, mentre, la prima gara ufficiale in un campionato fu L.C. (Liberi Calciatori) Terranovese contro Calangianus, terminata 2-0 per gli olbiesi il 24 agosto 1924, poi, nella stagione 1924-1925, i galluresi vinsero il primo Torneo Sardegna battendo la Torres in finale.
Il ritorno ufficiale sui campi e la ripresa agonistica a livello federale, avvenne nella stagione 1938-1939 con la denominazione societaria G.I.L. Terranova, dove i ragazzi guidati dall'allenatore-giocatore Salvatore Satta detto "Menelik", ottennero la loro prima storica promozione in Serie C vincendo il campionato di Prima Divisione Regionale grazie alle reti del capocannoniere Flavio Piras e agli altri membri della squadra formata da: Spano A., Jodice, Piccaredda G.M., Dejana, Satta, Pulina, Piro C., Picciaredda F., Piras, Crola e Careddu, Aloia, Pittalis.
La prima stagione della neonata G.I.L. Olbia in Serie C, con Gesuino Sardo presidente e Mario De Palma in panchina non fu particolarmente fortunata, e infatti, dopo la prima vittoria in Serie C per 1-0 contro lo Stabia, seguirono una serie di sconfitte che portarono al dodicesimo e quartultimo posto, conquistando comunque la salvezza. Tuttavia la società, pur avendo regolarizzato l'iscrizione al campionato di Serie C successivo, fu esonerata, insieme al Cagliari (l'unica altra compagine sarda militante in una serie a carattere nazionale), dalla disputa delle competizioni nazionali per la stagione 1940-1941, per via dell'entrata dell'Italia nella seconda guerra mondiale il 10 giugno 1940 e dei conseguenti disagi delle trasferte nella penisola; GIL Terranova e Cagliari disputarono dunque il campionato di zona di Prima Divisione, pur conservando il titolo sportivo di Serie C nella quale sarebbero state reintegrate non appena la situazione fosse tornata alla normalità. Fu solo nel 1947 che le squadre sarde furono reintegrate nei campionati nazionali.

### Dal secondo dopoguerra agli anni 1970

Da sinistra: il capitano Giagnoni, Caocci, Bagatti, Petta e Marongiu all'Olbia nella stagione 1976-1977

Dopo la sospensione delle attività sportive per cause belliche, nell'estate 1947, i bianchi ricominciarono dal girone O della Serie C concludendo con un buon 6º posto, ma per difficoltà finanziarie, alla fine della stagione rinunciò all'iscrizione decidendo di ripartire dai campionati sardi minori.
Nel campionato di Prima Divisione Sardegna 1948-1949, l'Olbia retrocesse al termine di una stagione di passione, rimanendo inattiva agonisticamente per due stagioni. Tuttavia, l'attività calcistica proseguì a livello locale, grazie ad un gruppo di giovani locali rappresentati da Mariano Spano, Tonino Varrucciu e Bruno Garrucciu.
Dopo il periodo di inattività, la svolta arrivò al termine del campionato di Prima Divisione Sardegna 1951-1952 con l'arrivo del campione del mondo Gino Colaussi che terminò la sua carriera di giocatore, disputando 7 gare e segnando un gol nel corso dell'intero campionato, per iniziare quella di allenatore. Nell'anno successivo, l'Olbia si conquistò la promozione sul campo in Serie D e, proprio grazie a Colaussi in panchina, vennero lanciati giovani promesse come Gustavo Giagnoni che ad Olbia disputò 77 incontri con 23 gol prima di lanciarsi nella sua fortunata carriera di giocatore e allenatore ai massimi livelli.
Successivamente, l'Olbia dopo aver combattuto nelle posizioni di testa per tornare nella massima divisione dilettantistica, nella stagione di Promozione Sardegna 1956-1957 raggiunse il primo posto e tornò nel Campionato Interregionale, poi rinominato Serie D.
Quindici anni dopo, tra Serie D e una breve esperienza in Prima Divisione Sardegna nel 1963-1964 cui seguì un'immediata risalita nella quarta serie del campionato italiano, nel 1968, l'Olbia ritrovò per la terza volta la Serie C, sotto la presidenza di Elio Pintus e Paolo "Palleddu" Degortes in panchina, vincendo il girone F della Serie D e tornando tra i professionisti dopo un ventennio di assenza grazie alle reti di Benvenuto Misani, Selleri e alle parate di Bettella.

### Dagli anni 1970

L'Olbia della stagione 1985-1986, promosso in Serie C2

Negli anni disputati in Serie C e poi nella declassata Serie C2, dopo l'addio di Elio Pintus al timone della società nel 1981 e l'avvicendarsi di vari presidenti, i bianchi si stabilizzarono tra la terza e la quarta divisione professionistica ottenendo come miglior piazzamento un 4º posto nella stagione di Serie C2 1993-1994, poi, negli anni a venire, l'Olbia disputò campionati altalenanti tra Serie D e Serie C, fino alla stagione 2009-2010, quando, dopo appena un anno dallo storico risultato dei play-off in Serie C2 persi contro l'Alessandria (una vittoria e una sconfitta per 1-0, ma eliminati per peggior classifica), l'Olbia sempre per problemi finanziari ripartì dall'Eccellenza sarda, cambiando dirigenza e denominazione dopo l'arrivo dell'imprenditore bresciano Franco Rusconi che nel 2007 rilevò la società guidandola a buoni risultati in Serie C2 e arrivando a disputare i play-off nel 2008-2009.
Dopo tre stagioni nella massima divisione regionale e un fallimento avvenuto nel 2010, grazie alla ripartenza in Eccellenza con un gruppo di ex giocatori e Pino Scanu alla presidenza, l'Olbia riuscì, a tornare in Serie D, grazie ad un punteggio finale di 69 punti costituiti da: 21 gare vinte, 6 pareggiate e 3 perse con 69 reti fatte e 23 subite.
Nel campionato di Serie D 2014-2015, la squadra andò a sfiorare la promozione in Lega Pro concludendo con un 3º posto finale dopo Lupa Castelli Romani e Viterbese perdendo con quest'ultima la finale dei play-off nel girone G.
Il 30 novembre 2015, dopo 5 anni di gestione Pino Scanu, che riprese la società in Eccellenza dopo i problemi finanziari, venne nominato nuovo presidente Alessandro Marino, docente di strategia alla LUISS University, fino all'anno precedente nel CDA del Cagliari e vice presidente del Fluorsid Group.
Sul campo l'Olbia rimontò dal nono al quinto posto, chiudendo il campionato a quota 62 punti a pari merito con Rieti e Torres, rispettivamente quarta e terza classificata in virtù del miglior posizionamento nella classifica avulsa. L'Olbia staccò così il biglietto per la disputa dei play-off che vinse con autorevolezza espugnando i campi del Grosseto (semifinale) e della Torres (finale). La vittoria di Sassari, che mancava da oltre 22 anni, riportò grandissimo entusiasmo in città e consentì all'Olbia di posizionarsi nel gruppo delle prime società ripescabili per la Lega Pro 2016-2017.
Il 4 agosto 2016, in seguito alle decisioni assunte dal Consiglio Federale della FIGC, l'Olbia viene ufficialmente ripescata in Lega Pro e inserita nel girone A, ritornando dunque a disputare un campionato di terzo livello dopo 38 anni.
A cavallo tra gli anni '10 e '20 del terzo millennio si mantiene costantemente in terza serie disputando 8 campionati di fila tra i professionisti, mai accaduto prima d'ora, con l'apice nella stagione 2021-2022 in cui raggiunge i play-off promozione. Grazie anche a tale stabilità sopraggiungono nuovi investitori e il 21 ottobre 2023 il 70% del capitale societario viene ceduto al fondo svizzero Swiss Pro Promotion. Marino rimane presidente mentre i soci Alexandre Tartara, Gian Renzo Bazzu e Massimo Curreli restano in società come consiglieri. Tuttavia, al termine della stagione 2023-2024, il club retrocede in Serie D con una giornata di anticipo, dopo otto stagioni di fila in terza serie.

## Colori e simboli

### Colori

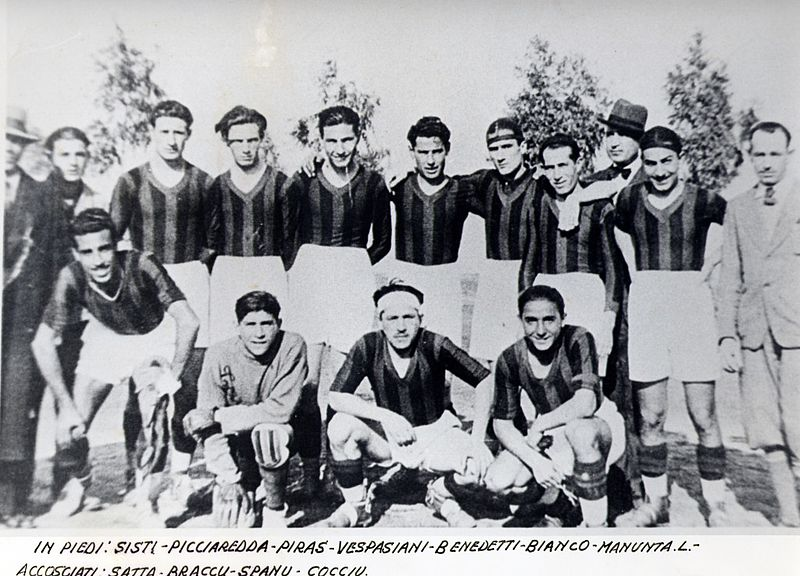
Uno formazione dell'Olbia 1932-1933, in maglia palata rossonera

Il tradizionale colore che contraddistingue la società gallurese è il bianco, da cui è tratto l'appellativo di Bianchi che identifica i calciatori olbiesi. In occasione del primo derby con la Torres - disputato nel 1924 - l'Olbia indossò una divisa granata. Nei primi anni venti inoltre, l'U.S. Terranovese indossò casacche rossonere e biancocrociate. Sempre a quel periodo risale l'apposizione sulle divise da gioco dei quattro mori, simbolo dell'isola.

### Simboli ufficiali

#### Stemma
Lo stemma societario, nelle sue varie evoluzioni nel corso degli anni, è sempre stato caratterizzato dalla presenza della nave trireme e della sagoma dell'isola di Tavolara, facente parte del comune di Olbia nella subregione della Gallura. Talvolta, in alcune versioni, ha trovato posto l'immagine dei quattro mori.
L'attuale logo ha debuttato nel febbraio 2016. Il complesso ricorda quello del Cagliari; uno scudo triangolare racchiude al suo interno una nave, non più trireme, sulla cui vela compaiono i quattro mori. Sullo sfondo, verde smeraldo, si staglia la sagoma di Tavolara, nera. Sono presenti anche il nome "Olbia" e la data di fondazione, 1905. Lo stemma, sebbene maggiormente adatto ai moderni canoni di marketing, ha incontrato il disappunto di una frangia di tifosi poiché discordante dalla tradizione passata.

#### Inno
Il primo inno ufficializzato fu Olè, Olbia olè che omaggiava un vecchio coro/inno di battaglia urlato dai tifosi più calorosi negli anni settanta. Nel 2017 ha fatto il suo esordio il nuovo inno, Terranoa.

## Strutture

### Stadio

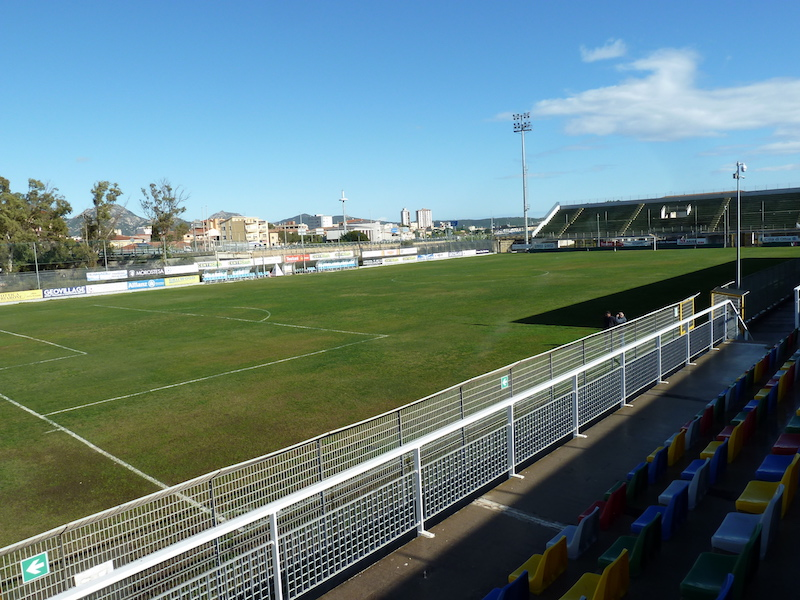
Lo stadio Bruno Nespoli

In origine i calciatori olbiesi giocavano su un campo corrispondente al centro Martini. Nel 1925 fu inaugurato il campo sportivo Armando Casalini, intitolato alla memoria dell'omonimo deputato fascista assassinato nel settembre del 1924.
Nel 1940, sul terreno ove sorgeva il campo Casalini, fu inaugurato lo stadio Comunale, successivamente intitolato al portiere Bruno Nespoli, deceduto il 25 gennaio 1960 in seguito ad uno scontro di gioco durante un'Olbia-Carrarese. L'impianto sorge in Via Ungheria ed ha una capienza totale di 3 209 posti, inclusi i 784 del settore ospiti.

### Centro di allenamento
L'Olbia svolge le proprie sedute di allenamento allo stadio Bruno Nespoli, al Geovillage e presso il centro sportivo Gypsos di Tanca Ludos.

## Società

### Organigramma societario
Di seguito l'organigramma tratto dal sito internet ufficiale della società.
- Guido Surace - Presidente
- Benno Raeber - Consigliere
- Klaus Schwerdtfeger - Consigliere
- Chris Payandee - Consigliere
- Alessandro Marino - Consigliere
- Gian Renzo Bazzu - Consigliere
- Alexandre Tartara - Consigliere
- Ilaria Piccinnu - Resp. Amministrazione
- Massimiliano Varrucciu - Resp. marketing e comunicazione
- Federico Russu - Segretario settore giovanile
- Gianpaolo Granara - Resp. organizzazione logistica e sviluppo infrastrutture

### Sponsor
| Cronologia degli sponsor tecnici - ?-2016 EYE Sport - 2016-2019 Macron - 2019- EYE Sport |

### Settore giovanile
Il settore giovanile dell'Olbia conta circa 300 iscritti. La scuola calcio è composta da squadre Piccoli Amici (anni 2007, 2008 e 2009), Pulcini (2005, 2006 e misti) ed Esordienti (2003 e 2004). Inoltre sono presenti squadre Giovanissimi (provinciali ed élite), Allievi (élite) e Juniores (regionale).
Con l'arrivo alla presidenza di Alessandro Marino - nel dicembre 2015 - è stato predisposto un potenziamento dell'Academy al fine di porre il settore giovanile olbiese come polo di riferimento per il territorio gallurese. A tal proposito sono state intraprese una serie di iniziative fra le quali spicca la "Festa dei Piccoli Amici", la cui prima edizione si è svolta nel febbraio 2016, organizzata dalla Delegazione Provinciale di Tempio della FIGC e ospitata presso lo stadio Nespoli, alla quale hanno preso parte numerose società del territorio.

## Allenatori e presidenti
- 1906-1938 ...
- 1938-1939  Salvatore Satta
- 1939-1940  Mario De Palma
- 1940-1951 ...
- 1951-1952  Paoli,  Spano e  Giagnoni
- 1952-1953  Gino Colaussi
- 1953-1957 ...
- 1957-1958  Lajos Kovács
- 1958-1967 ...
- 1967-1970  Paolo Degortes
- 1970-1973  Lino De Petrillo
- 1973-1974  Antonio Colomban (1ª-?ª)
 Luigi Milan (?ª-28ª)
- 1974-1975  Feliciano Orazi
- 1975-1976  Feliciano Orazi (1ª-?ª)
 Giovanni De Cortes (?ª-?ª)
 Gennaro Rambone (?ª-38ª)
- 1976-1977  Renzo Uzzecchini
- 1977-1978  Renzo Uzzecchini (1ª-20ª)
 Angelo Domenghini (21ª-38ª)
- 1978-1980  Luigi Bodi
- 1980-1981  Roberto Franzon
- 1981-1983  Piero Giagnoni
- 1983-1984  Roberto Franzon
- 1984-1985  Mario Castellazzi (1ª-?ª)
 Idilio Cei (?ª-34ª)
- 1985-1986  Valentino Persenda
- 1986-1988  Guido Mammi
- 1988-1989  Antonio Martini
- 1989-1990  Peppino Serrieri (1ª-?ª)
 Sergio Bagatti (?ª-34ª)
- 1990-1991  Sergio Bagatti
- 1991-1992  Sergio Bagatti (1ª-9ª)
 Luigino Vallongo (10ª-38ª)
- 1992-1993  Luigino Vallongo
- 1993-1994  Franco Colomba
- 1994-1995  Sergio Bagatti
- 1995-1997  Luigino Vallongo
- 1997-1999  Attilio Sorbi
- 1999-2000  Damiano Morra (1ª-8ª)
 Guido Carboni (9ª-34ª)
- 2000-2001  Sergio Bagatti
- 2001-2002  Luciano Foschi
- 2002-2003  Guido Carboni
- 2003-2004  Giancarlo Favarin
- 2004-2005  Rosario Pergolizzi (1ª-14ª)
 Luigi Sottana (15ª)
 Attilio Sorbi (16ª-34ª)
- 2005-2006  Attilio Sorbi (1ª-31ª)
 Sergio Bagatti (32ª-34ª e play-out)
- 2006-2007  Sergio Bagatti
- 2007-2008  Paolo Ferrario e  Sandro Pochesci (1ª-12ª)
 Paolo Ferrario (13ª-17ª)
 Rosolino Puccica (18ª-34ª)
- 2008-2009  Rosolino Puccica (1ª-20ª)
 Valerio Majo (21ª-30ª)
 Salvatore Vullo (31ª-34ª e play-off)
- 2009-2010  Salvatore Vullo (1ª-10ª)
 Carmine Gautieri (11ª-34ª)
- 2010-2011  Giuseppe Leggieri (1ª-13ª)
 Marco Sapochetti e  Pippo Serreri (14ª-34ª)
- 2011-2012  Raffaele Cerbone (1ª-34ª)
 Massimo Mariani (play-off)
- 2012-2013  Massimo Mariani (1ª-10ª)
 Mauro Giorico (11ª-34ª)
- 2013-2014  Mauro Giorico (1ª-17ª)
 Oberdan Biagioni (18ª-34ª e play-off)
- 2014-2015  Pierluigi Scotto (1ª-8ª)
 Oberdan Biagioni (9ª-34ª e play-off)
- 2015-2016  Oberdan Biagioni (1ª-18ª)
 Michele Mignani (19ª-34ª e play-off)
- 2016-2017  Michele Mignani (1ª-28ª)
 Simone Tiribocchi (29ª-34ª)
 Bernardo Mereu (35ª-38ª)
- 2017-2018  Bernardo Mereu
- 2018-2019  Michele Filippi (1ª-11ª)
 Guido Carboni (12ª-19ª)
 Michele Filippi (20ª-38ª)
- 2019-2020  Michele Filippi (1ª-15ª)
 Luca Raineri (16ª)
 Oscar Brevi (17ª-27ª e play-out)
- 2020-2022  Massimiliano Canzi
- 2022-2023  Roberto Occhiuzzi
- 2023-2024  Leandro Greco (1ª-22ª)
 Marco Gaburro (23ª-34ª)
 Oberdan Biagioni (35ª-38ª)
- 2024-2025  Marco Amelia (1ª-4ª)
 Lucas Gatti (6ª-)

- 1906-1908  Angelo Gana
- 1908-1923 ...
- 1924-1936  Giulio Vitiello
- 1926-1933 ...
- 1934-1935  Cruciani
- 1935-1938 ...
- 1938-1939  Achille Pinna
- 1939-1948  Gesuino Sardo
- 1948-1949  Giovanni Serra
- 1949-1951 ...
- 1951-1954  Giuseppe Marossu
- 1954-1955  Giovanni Antona
- 1955-1956  Mario Lupacciolu
- 1956-1958  Giovanni Campesi
- 1958-1960  Antonio Amucano
- 1960-1961  Mario Lupacciolu
- 1961-1963  Mariolino Sardo
- 1963-1981  Elio Pintus
- 1981-1983  Bruno Selleri
- 1983-1984  Pietro Luciano
- 1984-1986  Libero Balata
- 1986-1988  Lelio Dau
- 1988-1989  Riccardo Guadagni
- 1989-1990  Libero Balata (amm. delegato)
- 1990-1993  Bruno Selleri (amm. unico nel 1990-1991)
- 1993-1996  Francesco Sotgiu
- 1996-1998  Bruno Selleri
- 1998-2000  Marco Balata
- 2000-2007  Cristiano Putzu
- 2007-2010  Franco Rusconi
- 2010-2015  Pino Scanu
- 2015-2016  Pino Scanu
- 2016-2024  Alessandro Marino
- 2024-  Guido Surace

## Palmarès

### Competizioni nazionali
- Scudetto Serie D: 1

2001-2002

### Competizioni interregionali
- Serie D: 3

1967-1968 (girone F), 1974-1975 (girone F), 2001-2002 (girone B)
- Campionato Interregionale: 2

1982-1983 (girone N), 1985-1986 (girone N)

### Competizioni regionali
- Campionato Sardo ULIC: 1

1930-1931
- Prima Divisione: 1

1938-1939 (girone B)
- Promozione: 2

1952-1953, 1956-1957
- Eccellenza: 1

2012-2013
- Coppa Cossu-Mariotti: 2

1966-1967, 1974-1975

### Competizioni giovanili
- Coppa Giovanissimi Professionisti: 1

2008-2009

## Statistiche e record

### Partecipazione ai campionati
Nazionali
| Livello | Categoria                                     | Partecipazioni | Debutto   | Ultima stagione | Totale |
| ------- | --------------------------------------------- | -------------- | --------- | --------------- | ------ |
| 3º      | Serie C                                       | 18             | 1939-1940 | 2023-2024       | 19     |
| 3º      | Lega Pro                                      | 1              | 2016-2017 | 2016-2017       | 19     |
| 4º      | IV Serie                                      | 1              | 1953-1954 | 1953-1954       | 38     |
| 4º      | Campionato Interregionale                     | 1              | 1958-1959 | 1958-1959       | 38     |
| 4º      | Serie D                                       | 13             | 1959-1960 | 2025-2026       | 38     |
| 4º      | Serie C2                                      | 21             | 1978-1979 | 2007-2008       | 38     |
| 4º      | Lega Pro Seconda Divisione                    | 2              | 2008-2009 | 2009-2010       | 38     |
| 5º      | Campionato Interregionale - Seconda Categoria | 1              | 1957-1958 | 1957-1958       | 11     |
| 5º      | Serie D                                       | 6              | 1979-1980 | 2014-2015       | 11     |
| 5º      | Campionato Interregionale                     | 3              | 1981-1982 | 1985-1986       | 11     |
| 5º      | Campionato Nazionale Dilettanti               | 1              | 1998-1999 | 1998-1999       | 11     |

Regionali
| Livello | Categoria       | Partecipazioni | Debutto   | Ultima stagione | Totale |
| ------- | --------------- | -------------- | --------- | --------------- | ------ |
| I       | Prima Divisione | 7              | 1938-1939 | 1951-1952       | 15     |
| I       | Promozione      | 4              | 1952-1953 | 1956-1957       | 15     |
| I       | Prima Categoria | 1              | 1963-1963 | 1963-1963       | 15     |
| I       | Eccellenza      | 3              | 2010-2011 | 2012-2013       | 15     |
| II      | Terza Divisione | 1              | 1933-1934 | 1933-1934       | 1      |

### Partecipazione alle coppe
| Competizione                    | Partecipazioni | Debutto   | Ultima stagione | Totale |
| ------------------------------- | -------------- | --------- | --------------- | ------ |
| Coppa Italia                    | 1              | 1939-1940 | 1939-1940       | 1      |
| Coppa Italia Semiprofessionisti | 7              | 1972-1973 | 1978-1979       | 36     |
| Coppa Italia Serie C            | 26             | 1983-1984 | 2023-2024       | 36     |
| Coppa Italia Lega Pro           | 3              | 2008-2009 | 2016-2017       | 36     |
| Coppa Italia Serie D            | 8              | 1999-2000 | 2025-2026       | 8      |
| Poule Scudetto                  | 1              | 2001-2002 | 2001-2002       | 1      |

### Statistiche di squadra
Di seguito i principali record di squadra della storia dell'Olbia.
- Miglior vittoria interna: Olbia-Turritano 10-0 (5 aprile 1953)
- Miglior vittoria esterna: Wilier-Olbia 0-6 (29 marzo 1964)
- Peggior sconfitta interna: Olbia-Foggia 0-10 (4 ottobre 1953)
- Peggior sconfitta esterna: Cagliari-Olbia 9-1 (4 novembre 1946)
- Pareggio interno con più reti: Olbia-Castelsardo 4-4 (2 maggio 1999)
- Pareggio esterno con più reti: Entella Chiavari-Olbia 3-3 (13 giugno 1971)
- Partita con più espulsi: Formia-Olbia 2-1, 7 espulsi (5 gennaio 1971)
- Partita con più rigori concessi: Entella Chiavari-Olbia, 2 rigori per parte (7 maggio 1972)
- Maggior numero di gol realizzati: 86 gol (1963-1964, Prima Categoria)
- Minor numero di gol realizzati: 13 gol (1990-1991, Serie C2)
- Minor numero di gol subiti: 10 gol (1985-1986, Campionato Interregionale)
- Maggior numero di gol subiti: 73 gol (1948-1949, Prima Divisione)
- Miglior realizzatore in un unico incontro: con 5 gol, Piero Paoli (1952-1953, Olbia-Turritano 10-0) e Benvenuto Misani (1963-1964, Olbia-Bosa 7-0)

### Statistiche individuali
Il calciatore che detiene il record di presenze nell'Olbia è Antonio Flore, sceso in campo 358 volte. Il miglior marcatore dei sardi è invece Gianluca Siazzu, che ha totalizzato 95 reti.
Di seguito i primatisti di presenze e reti. In grassetto i giocatori ancora in attività.
| Record di presenze - 334 Benvenuto Misani (1960-1971) - 332 Gianfranco Marongiu (1961-1962, 1967-1968, 1971-1981) - 314 Massimo Mariani (1986-1989, 1990-1994, 1995-1998) - 307 Pinuccio Petta (1968-1970, 1971-1980, 1980-1981) - 291 Nedo Bernardi (????-????) - 289 Bruno Selleri (????-????) - 273 Gianmario Rassu (1991-1992, 1996-2005) - 255 Daniele Ragatzu (2016-2019, 2020-2024,2025-) - 238 Ernesto Truddaiu (1975-1978, 1987-1989, 1990-1996) | Record di reti - 95 Gianluca Siazzu (1996-1997, 2000-2003, 2011-2013) - 91 Daniele Ragatzu (2016-2019, 2020-2024) - 74 Benvenuto Misani (1960-1971) - 70 Gianmario Rassu (1991-1992, 1996-2005) - 57 Gianfranco Marongiu (1961-1962, 1967-1968, 1971-1981) - 45 Silverio Balzano (????-????) - 41 Demiro Pozzebon (2012-2014) - 35 Luigi Merlo (????-????) - 33 Daniele Molino (2013-2016) - 31 Piero Paoli (????-????) |

## Tifoseria

### Storia

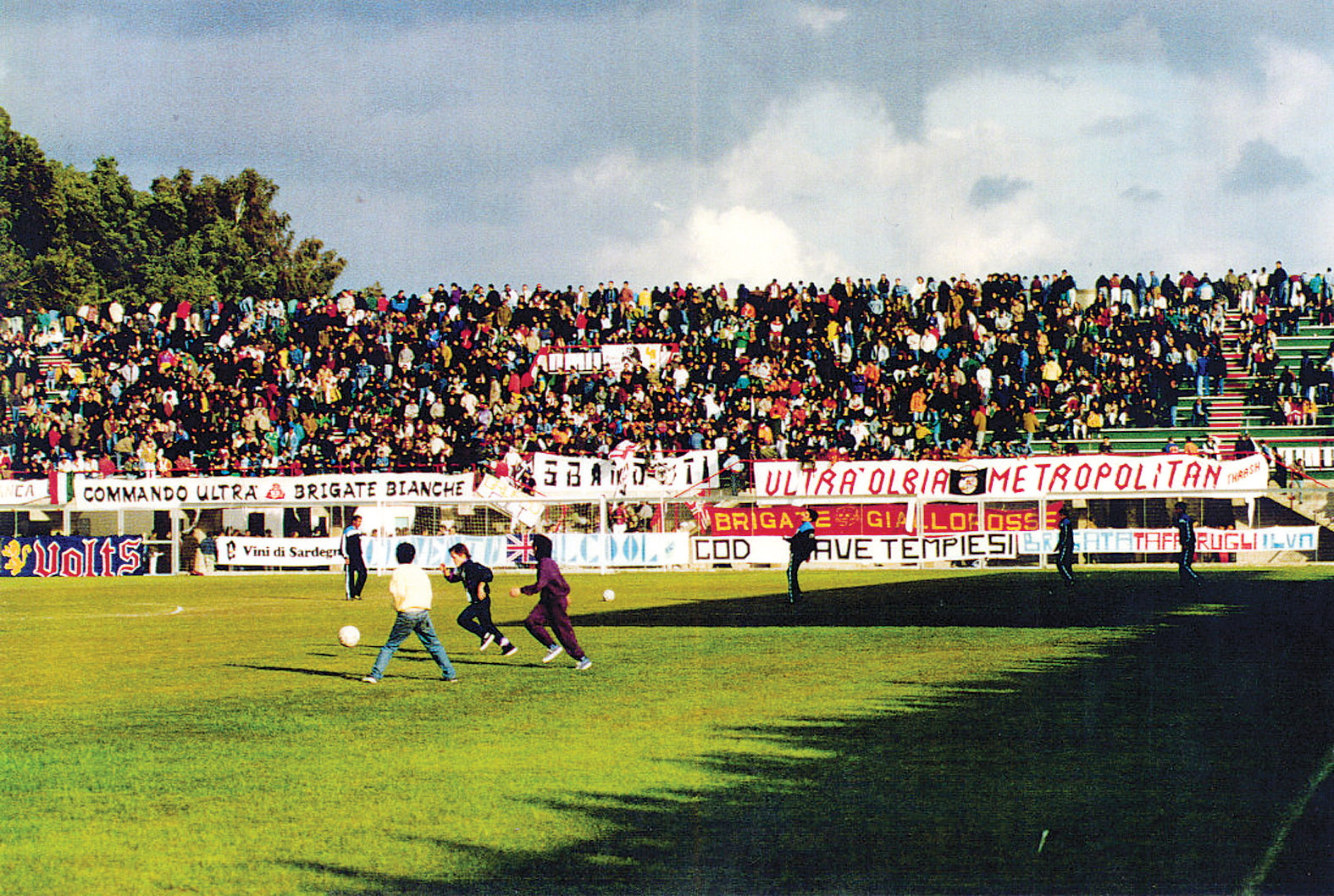
Tifoseria olbiese durante il match disputato tra Olbia e Tempio nella stagione di Serie C2 1990-1991. Si nota la presenza di alcuni gruppi amici, tra cui gli Sconvolts di Cagliari e le Brigate Giallorosse di Calangianus

A differenza di altre realtà isolane e italiane, il tifo ad Olbia rimane anarchico seppur caloroso in virtù dei derby regionali fino al 1987, legato ad un club denominato Forza Olbia. Nel 1987 nascono ad Olbia le Brigate Bianche, gruppo che diventerà la prima compagine ultras della città. Il tifo comincia a radicarsi nella curva del Nespoli con la nascita, sulle orme dei predecessori, dei gruppi Boys e Sbandati nel 1992. I tre gruppi si accomuneranno in buona parte grazie alla definita ideologia politica destrorsa. Ad essi si affiancheranno con tempo alcuni gruppi passeggeri come la Gioventù Alcool e gli Ultrà Olbia Metropolitan.
Nel 2004 alcuni esponenti dei gruppi Boys e Brigate Bianche diedero vita al gruppo Ultras Olbia 1905, tuttavia soppresso in una stagione a causa di screzi e incomprensioni tra i diversi gruppi, riuniti dopo alcuni anni sotto l'unico striscione OLBIA.
Nel 2022 nasce il gruppo Curva Mare Olbia. Il 23 ottobre del 2024 nella trasferta a Trastevere, viene rubato lo striscione Curva Mare Olbia per mano degli ultras del Latina; il 27 ottobre viene pubblicato un comunicato in cui viene sciolto il gruppo ultras.
Attualmente non ci sono gruppi ultras attivi a Olbia.

### Gemellaggi e rivalità
La tifoseria olbiese sostiene due principali amicizie, nate in corrispondenza nella nascita delle Brigate Bianche (1987 circa), con gli Sconvolts e i Furiosi di Cagliari e con le Brigate Giallorosse e la Gioventù Ultras di Calangianus. Alleanze molto sentite a base di una fitta rete di amicizie pro-Cagliari e contro la Torres, vennero sostenute dai tre primi gruppi degli ultras bianchi e portate avanti dalla Curva Mare. Inoltre, gli ultras olbiesi sostengono dal 2002 un solido gemellaggio con gli ultras del Frosinone. Rapporti di amicizia intercorrono invece con le tifoserie di Nuorese, Catanzaro e Voghera.
La rivalità più sentita dalla tifoseria bianca è quella con gli ultras della Torres, contro la quale l'Olbia gioca il derby del nord Sardegna. Altra rivalità sentita è quella con i galluresi del Tempio, contro il quale l'Olbia gioca il derby di Gallura, uno dei più rilevanti dell'isola. Esistono rivalità e inimicizie nei confronti di Sora, Ancona, Arzachena, Alessandria, Piacenza, Lecco, Latina.

### Annotazioni
1. 1 2  Sebbene la data di fondazione della società viene identificata nel 1905 - senza tuttavia alcuna certezza -, la memoria giornalistica la colloca nel 1906. Secondo il quotidiano La Nuova Sardegna, la data esatta è il 12 gennaio 1906. Fra le righe del giornale, in tale data, si legge infatti che: 
«[...] s'è formata una società ginnastica che ha preso il nome di OLBIA [...] e i giovani sono accorsi numerosi ad iscriversi alla nuova società, e già l'Olbia conta circa cento soci.»
 Il 1905 - precisamente le ultime settimane dell'anno - sarebbe dunque la data nella quale l'atleta Egidio Serra sviluppò l'idea di fondare una nuova società sportiva; idea concretizzatasi poi nei primi mesi dell'anno successivo.  Storia, su olbiacalcio.com, http://www.olbiacalcio.com/. URL consultato il 2 agosto 2016 (archiviato dall'url originale il 27 settembre 2020).

### Fonti
1. ↑   Contatti, su olbiacalcio.com, http://www.olbiacalcio.com/. URL consultato il 3 agosto 2016 (archiviato dall'url originale il 13 maggio 2021).
2. ↑   Unione Sarda - L'Olbia è morta,evviva l'Olbia, su tuttocagliari.net, http://www.tuttocagliari.net/, 17 luglio 2010. URL consultato il 3 agosto 2016.
3. ↑   COMUNICATO UFFICIALE N. 48/A (PDF), su figc-crt.org, http://www.figc-crt.org/, 21 luglio 2010. URL consultato il 3 agosto 2016 (archiviato dall'url originale l'11 ottobre 2016).
4. ↑   Nasce sua Eccellenza l'Olbia 1905, su ricerca.gelocal.it, http://ricerca.gelocal.it/, 2 agosto 2010. URL consultato il 3 agosto 2016 (archiviato dall'url originale il 15 agosto 2016).
5. ↑  Il Littoriale del 29 agosto 1940, p. 3.
6. ↑  Il Littoriale del 5 settembre 1940, p. 3: «per considerazioni di carattere organizzativo, in relazione agli itinerari di viaggio, si esonerano per la stagione 1940-41, dalla disputa del campionato nazionale Serie C, le società: U. S. Cagliari e Gil Terranova, conservando alle stesse il diritto di parteciparvi nella prossima stagione 1941-42. Le predette società nella corrente stagione dovranno partecipare al Campionato di zona».
7. ↑   Calcio. Alessandro Marino è il nuovo presidente dell'Olbia. Obiettivo: "Subito la Lega Pro". Il saluto di Pino Scanu tra le lacrime., su olbianova.it, http://www.olbianova.it/, 30 novembre 2015. URL consultato il 3 agosto 2016.
8. ↑   Olbia in Sardegna Sport, su sardegnasport.com.
9. ↑   Sardegna Sport » Serie D – Olbia, cambio della guardia: “La Lega Pro è il minimo”, su web.archive.org, 8 dicembre 2015. URL consultato il 27 ottobre 2021 (archiviato dall'url originale l'8 dicembre 2015).
10. ↑   L'Olbia vince il derby promozione contro la Torres, le immagini della partita - Foto - la Nuova Sardegna, su la Nuova Sardegna, 29 maggio 2016. URL consultato il 21 giugno 2016 (archiviato dall'url originale il 13 agosto 2016).
11. ↑   La festa dei blancos Entro giugno la nuova Lega Pro - Sport - la Nuova Sardegna, su la Nuova Sardegna, 31 maggio 2016. URL consultato il 21 giugno 2016.
12. ↑   UFFICIALE: L'OLBIA TORNA IN SERIE C!, su olbiacalcio.com, http://www.olbiacalcio.com/, 4 agosto 2016. URL consultato il 4 agosto 2016 (archiviato dall'url originale il 7 agosto 2016).
13. ↑   Olbia, il presidente Marino annuncia: "Lega Pro. Un sogno che si avvera", su tuttomercatoweb.com, http://www.tuttomercatoweb.com/, 4 agosto 2016. URL consultato il 4 agosto 2016.
14. ↑   CONSIGLIO FEDERALE: DECISI I RIPESCAGGI IN LEGA PRO, su lega-pro.com, http://www.lega-pro.com/, 4 agosto 2016. URL consultato il 4 agosto 2016.
15. ↑   Comunicato stampa, su olbiacalcio.com, 21 ottobre 2023. URL consultato il 21 ottobre 2023.
16. ↑   Ilenia Giagnoni, Serie C, l'Olbia pareggia a Pontedera e saluta il professionismo: dopo 8 anni torna in D, su L'Unione Sarda, 21 aprile 2024. URL consultato il 21 aprile 2024.
17. ↑  Agenda Barlassina 1939-1940.
18. ↑   Storia, su olbiacalcio.com, http://www.olbiacalcio.com/. URL consultato il 2 agosto 2016 (archiviato dall'url originale il 27 settembre 2020).
19. ↑   L’Olbia sconfigge la capolista! (E cambia logo), su olbia.it, http://www.olbia.it/, 1º febbraio 2016. URL consultato il 3 agosto 2016.
20. ↑   Kentannos: un libro e 100 candeline per l’Olbia Calcio, su comune.olbia.ss.it, http://www.comune.olbia.ss.it/, 20 maggio 2006. URL consultato il 2 agosto 2016 (archiviato dall'url originale il 5 ottobre 2016).
21. ↑   Olè, Olbia olè, su lanuovasardegna.gelocal.it, http://lanuovasardegna.gelocal.it/, 21 aprile 2015. URL consultato il 2 agosto 2016 (archiviato dall'url originale il 15 agosto 2016).
22. 1 2   Le piccole storie di Olbia - 4ª parte, su comune.olbia.ss.it, http://www.comune.olbia.ss.it/. URL consultato il 2 agosto 2016 (archiviato dall'url originale il 23 settembre 2015).
23. ↑   Com'è il calcio di destra?, su blog.guerinsportivo.it, http://blog.guerinsportivo.it/, 11 marzo 2011. URL consultato il 2 agosto 2016.
24. ↑   PERCHE' NESPOLI....LA STORIA DELLO STADIO DI OLBIA..., su blog.libero.it, http://blog.libero.it/ATEGODITODEVAGHE/, 10 agosto 2007. URL consultato il 2 agosto 2016.
25. ↑   Stadio Bruno Nespoli, su olbiacalcio.com, http://www.olbiacalcio.com/. URL consultato il 13 settembre 2018 (archiviato dall'url originale il 6 agosto 2016).
26. ↑   Organigramma, su olbiacalcio.com, http://www.olbiacalcio.com/. URL consultato il 13 settembre 2023.
27. ↑   Nuove maglie: anche l'Olbia vestirà Macron, su sardegnasport.com, http://www.sardegnasport.com/, 8 luglio 2016. URL consultato il 4 agosto 2016 (archiviato dall'url originale il 12 agosto 2016).
28. ↑   MACRON NUOVO SPONSOR TECNICO DELL’OLBIA CALCIO, su macron.com, http://www.macron.com/, 8 luglio 2016. URL consultato il 4 marzo 2017.
29. 1 2   L’Olbia come Spa e nuovo stadio, su lanuovasardegna.gelocal.it, http://lanuovasardegna.gelocal.it/, 2 dicembre 2015. URL consultato il 2 agosto 2016.
30. ↑   Scuola calcio, su olbiacalcio.com, http://www.olbiacalcio.com/. URL consultato il 2 agosto 2016 (archiviato dall'url originale il 6 agosto 2016).
31. ↑   Settore giovanile, su olbiacalcio.com, http://www.olbiacalcio.com/. URL consultato il 2 agosto 2016 (archiviato dall'url originale il 6 agosto 2016).
32. 1 2   Piccoli amici dell'Olbia, su olbiacalcio.com, http://www.olbiacalcio.com/. URL consultato il 2 agosto 2016 (archiviato dall'url originale il 6 agosto 2016).
33. 1 2  Zappadu, Fontanelli.
34. 1 2   Si è spento Ugo Misani, il gigante buono, su lanuovasardegna.gelocal.it, http://lanuovasardegna.gelocal.it/, 19 luglio 2011. URL consultato il 10 marzo 2014.
35. 1 2   Rassu GianMario, su nuoresecalcio.eu, http://www.nuoresecalcio.eu/. URL consultato il 10 marzo 2014 (archiviato dall'url originale il 21 marzo 2014).
36. ↑   SIAZZU GIANLUCA, su tuttocalciatori.net, http://www.tuttocalciatori.net/. URL consultato il 10 marzo 2014.
37. 1 2   Siazzu torna re dei bomber e vuole sfatare il tabù: vincere in Eccellenza, su sardegna.diariosportivo.it, http://sardegna.diariosportivo.it/, 23 ottobre 2012. URL consultato il 10 marzo 2014.
38. ↑   Siazzu aggancia Misani il bomber è nella storia, su lanuovasardegna.gelocal.it, http://www.tuttocalciatori.net/, 31 marzo 2012. URL consultato il 10 marzo 2014.
39. ↑   Alla scoperta del pianeta degli Ultras dell’Olbia | Blog, su www.museogrigio.it. URL consultato il 23 agosto 2017.
40. ↑   Ultras, si scioglie la Curva Mare Olbia, su reportsardegna24.it (archiviato il 6 febbraio 2025).
41. ↑   Frosinone-Olbia, su frosinonecalcio.com. URL consultato il 31 maggio 2013 (archiviato dall'url originale il 2 febbraio 2014).
42. ↑  Olbia-Catanzaro. Cronaca di una trasferta e di amicizie tra tifosi
43. ↑   Ultras Voghera, su acvoghera.com. URL consultato il 3 luglio 2013 (archiviato dall'url originale il 25 maggio 2013).
44. ↑   Scontri e sangue dopo il derby - Feriti gli ultras di Olbia e Torres, su unionesarda.it. URL consultato il 31 maggio 2013 (archiviato dall'url originale il 14 ottobre 2010).
45. ↑   Comunicato Ultras Sora su Olbia e Frosinone, su sportpeople.net.